# Phare de South Gare
Le phare de South Gare est un phare situé en bout de la jetée de South Gare (en) dans l'embouchure de la rivière Tees, au nord-ouest de Redcar dans le comté du Yorkshire du Nord en Angleterre.Le phare est sous l'autorité de la société portuaire PD Ports (en) de Middlesbrough.
Il est maintenant protégé en tant que monument classé du Royaume-Uni de Grade II.

## Histoire
Il y avait déjà deux phares construits en 1829 et opérant dans le comté de Durham, le phare de Seaton Carew à Seaton Carew et le phare de Heugh à Hartlepool qui guidaient les navires de Coatham Rocks au large de Redcar puis sur la bouée de Fairway au large du banc de sable de la rivière Tees. Ils ont été utilisés jusqu'en 1892. La construction du phare de South Gare a été planifiée et supervisée par John Fowler, ingénieur de la Tees Navigation (en)et mis service en 1884.
La lumière de South Gare a d'abord été une lampe de mèche de paraffine, puis ultérieurement remplacé par un brûleur de paraffine pressurisé. En 1955, la lampe à paraffine a été remplacée par une lampe électrique de 500 watts alimenté par le secteur, avec une lampe de secours fonctionnant avec un générateur diesel de secours. Dans les années 1980 la cheminée et la girouette ont été enlevées.
Le phare émet un flash de 1,5 s toutes les 12 secondes. Le mécanisme de rotation de la lentille était à l'origine alimenté par un moteur d'horlogerie mais cela a été remplacé par deux moteurs électriques, c'est-à-dire un moteur de service et un moteur de secours. Un signal de brouillard avait été aussi installé mais il a été enlevé. La source lumineuse était une lampe CDM-T de 35 watts jusqu'en 2007 qui a été remplacée par une lampe à haute intensité de 45 watts LED.
Le phare est une tour cylindrique en pierre de 13 m de haut, avec galerie et lanterne, le tout peint en blanc. Des petits hublots sur le côté nord et sud de la colonne éclairent un escalier hélicoïdal interne. La source lumineuse actuelle est une lampe LED de haute intensité de 45 watts avec une lentille prismatique du quatrième ordre et peut être vue jusqu'à 32 km. La lumière fonctionne automatiquement en rouge et blanc par un éclair de 0.5 s toutes les 12 secondes avec une intensité effective de 150.000 Candelas. La lumière est alimentée par une pile à combustible à hydrogène, système plus fiable qu'une alimentation électrique classique le long d'un brise-lames vulnérable en cas d'orage.
Identifiant : ARLHS : ENG-131 - Amirauté : A2626 - NGA : 2020 .

### Lien connexe
- Liste des phares en Angleterre